# Catocala arizonae
Catocala arizonae là một loài bướm đêm trong họ Erebidae.